# Bugatti Type 10

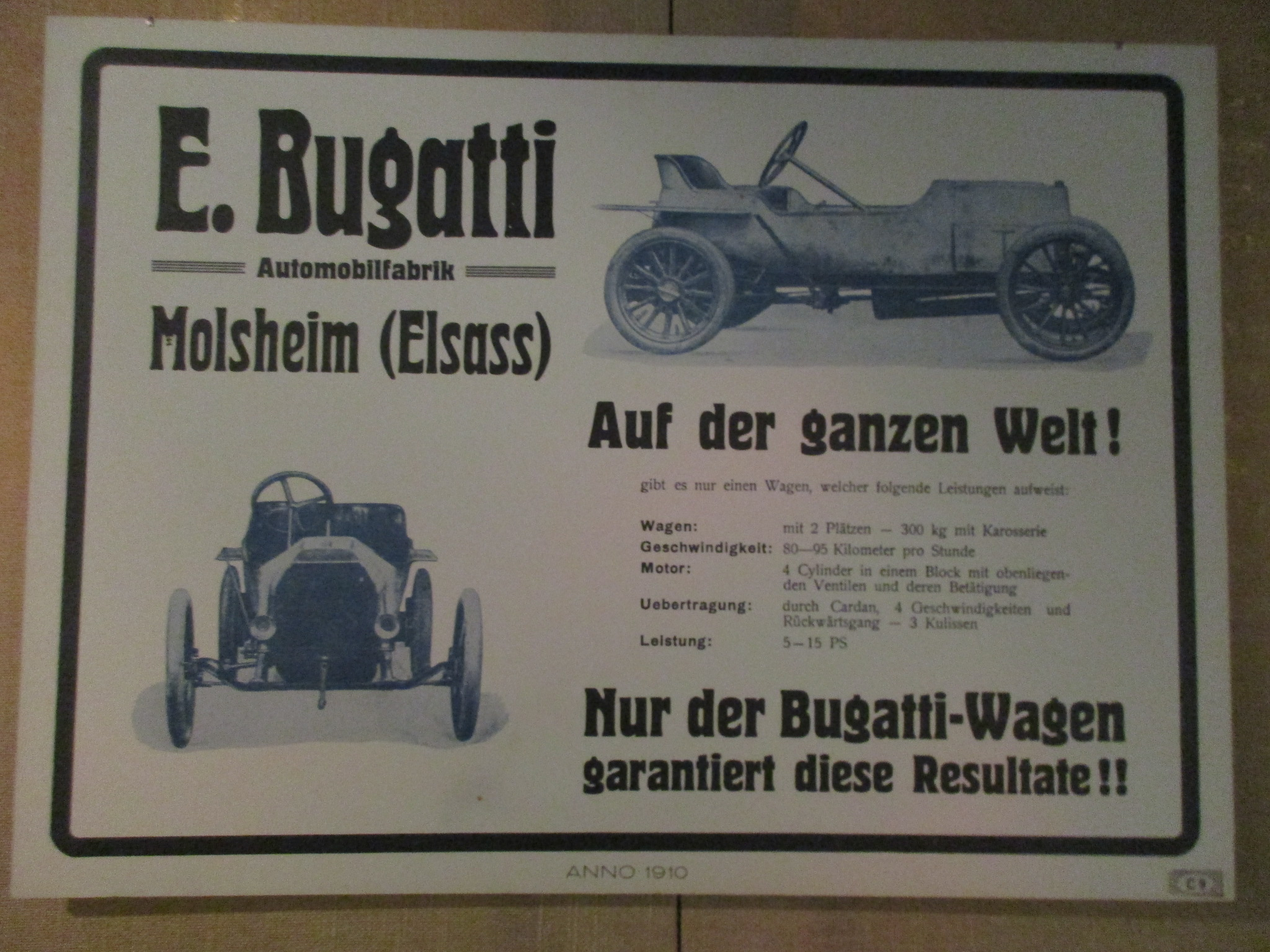
Anzeige für das Fahrzeug

Der Bugatti Type 10 ist ein Prototyp, den Ettore Bugatti von 1908 bis 1909 baute. Das Fahrzeug war wegweisend für die Entwicklung der folgenden Modelle der neuen Marke Bugatti.

## Beschreibung
Mit Billigung seines Arbeitgebers Gasmotoren-Fabrik Deutz AG in Köln begann Ettore Bugatti 1907 mit der Anfertigung der Konstruktionszeichnungen für sein Fahrzeug. 1908 folgte die Umsetzung im Keller seiner Dienstvilla auf dem Deutz-Werksgelände in Köln. Den Bau hatte er 1909 beendet. Eine Quelle bezeichnet die Herstellung im Keller als Legende. Eine andere Quelle spricht von einer Werkstatt neben seinen Stallungen.
Eine Quelle meint, dass bei Deutz einige Type 10 entstanden, während alle anderen Quellen von einem Einzelstück ausgehen. Das Fahrzeug existiert noch.
Als erstes Serienmodell der Marke erschien 1910 der Bugatti Type 13, der auf dem Type 10 basierte.

## Technische Daten
Das Fahrzeug hat einen Vierzylinder-Reihenmotor. Er ist vorn im Fahrgestell eingebaut. 62 mm Bohrung und 100 mm Hub ergaben 1208 cm³ Hubraum. Ungewöhnlich war die OHC-Ventilsteuerung. Als Motorleistung sind 10 PS angegeben. Der Motor ist wassergekühlt.
Er trieb über ein Vierganggetriebe und eine Kardanwelle die Hinterachse an. Gebremst wurden zeittypisch nur die Hinterräder. Das Leergewicht war mit 365 kg angegeben und die Höchstgeschwindigkeit mit 80 km/h.
Es war ein sportlicher Kleinwagen. Der offene Aufbau in Form eines Phaetons bot Platz für zwei Personen.
Eine Quelle gibt 200 cm Radstand an, was dem folgenden Serientyp entspricht, und 100 cm Spurweite. Allerdings weichen die Angaben zur Motorleistung (20 PS) und zum Leergewicht (320 kg) von den anderen Angaben ab.
| Daten                 | Type 10                                                |
| --------------------- | ------------------------------------------------------ |
| Bauzeit               | 1908–1909                                              |
| Motor                 | 4-Zylinder-Reihenmotor (Viertakt) Monoblock-Grauguss   |
| Hubraum               | 1208 cm³                                               |
| Bohrung × Hub         | 62 × 100 mm                                            |
| Hubraum               | 1208 cm³                                               |
| Schmierung            | Frischöl-Schleuderschmierung; Öltank an der Spritzwand |
| Ventile               | 8                                                      |
| Ventilsteuerung       | SOHC über Königswelle                                  |
| Leistung              | 10 PS (7,4 kW)                                         |
| Kühlung               | Wasserkühlung mit Wasserpumpe                          |
| Zündung               | Magnetzündung                                          |
| Benzinzufuhr          | Gravitation (Tank höher als Motor)                     |
| Gemischaufbereitung   | Vergaser                                               |
| Getriebe              | 4-Gang-Getriebe mit Rückwärtsgang, unsynchronisiert    |
| Kupplung              | Lamellenkupplung                                       |
| Kraftübertragung      | Wellenantrieb auf Hinterachse                          |
| Radaufhängung vorn    | Starrachse Halbelliptikfedern                          |
| Radaufhängung hinten  | Starrachse; Halbelliptikfedern                         |
| FuBbremse             | auf Bremstrommel am Getriebe                           |
| Handbremse            | auf Bremstrommeln den Hinterrädern                     |
| Karosserie            | Phaeton, zweisitzig                                    |
| Benzintank            | Vorn, an Spritzwand                                    |
| Gesamtgewicht         | 365 kg                                                 |
| Höchstgeschwindigkeit | 80 km/h                                                |